# برگیش گلادباخ
شهر برگیش گلادباخ Bergisch Gladbach در ایالت نوردراین-وستفالن در کشور آلمان واقع شده است.

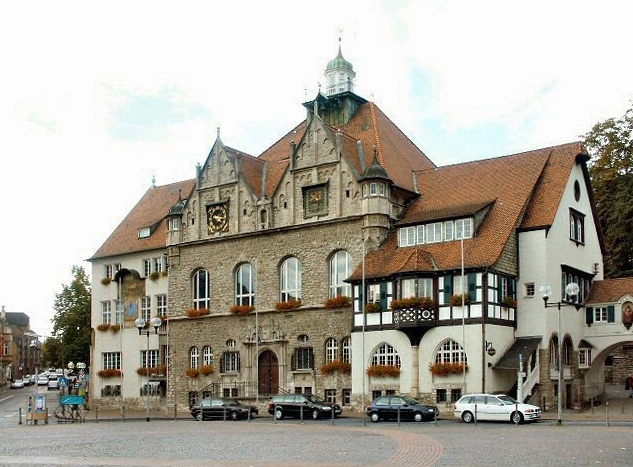
شهرداری قدیمی برگیش گلادباخ